# فنون ميكانيكية

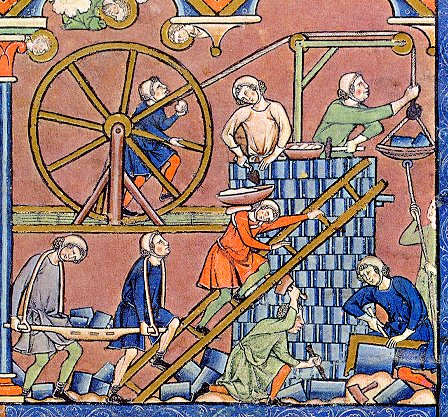

الفنون الميكانيكية، في العلوم التطبيقية، هي مفهوم من العصور الوسطى للمهارات أو التدريبات المنظمة، وغالباً تكون مرافقة مع الفنون الليبرالية السبع التقليدية (فنون متحررة)، وتدعى أيضاً (خاضعة) و (مبتذلة)، وكانوا يعتقدون في العصور الوسطى أن هذه المهارات غير لائقة بالرجل الحر، وموجودة لتوفير الحاجات الأساسية والخدمات.
قسمهم جون سكوتوس أريجينا(Johannes Scotus Eriugena) في القرن التاسع عشر  بشكل اعتباطي إلى سبعة أجزاء:
- ملابس (خياطة، حياكة)
- الفلاحة (الزرعة)
- فن العمارة (هندسة البناء)
- الحرب والصيد (القتال والصيد، التعليم العسكري، فنون قتالية (M.A))
- التجارة
- الطبخ
- Metallaria (حداد، تعدين)

في كتابه Didassalicon، هيو سانت فيكتور (Hugh of st victor) في القرن الثاني عشر، الذي احتوى على موضوعات مثل: الملاحة، الطب والفنون المسرحية عوضاً عن التجارة، الزراعة والطبخ، إن معالجة هيو ترفع بعض الشيء من قيمة الفنون الميكانيكية كما هو متوقع منها لتحسين حياة البشرية، وهو ترويج كان يمثل توجه متزايد بين أواخر العصور الوسطى.
فيما بعد تم تقديم التصنيف للعلوم التطبيقية على أنها هندسة تطبيقية إلى أوروبا الغربية بواسطة دومينجو جونديسالبو (Dominicus Gundissalinus) في القرن الثاني عشر من خلال دراسته وتأثره بالعلوم العربية.
أشارت في القرن التاسع عشر «الفنون الميكانيكية» إلى بعض المجالات التي تعرف اليوم باسم الهندسة، وكان استخدام هذا المصطلح على ما يبدو محاولة لتفريق هذه المجالات عن الأنشطة الفنية والابداعية، مثل فنون الأداء والفنون الجميلة، والتي كانت حكراً للطبقة الثرية والمثقفين في ذلك الوقت.
كما تم اعتبار الفنون الميكانيكية مجالات تطبيقية لأولئك الذين لم ينحدروا من أسر مرموقة.
عبارات ذات صلة، «الفنون المفيدة» أو «الفنون التطبيقية» ربما تشمل الفنون الميكانيكية كذلك الحِرَف بشكل عام.
الاستعمال الأكثر شهرة لمصطلح «الفنون الميكانيكية» (وهو الأكثر شيوعا اليوم) مدرج في قانون كليات Morrill land-Grant.